# 5585 Parks
5585 Parks eller 1990 MJ är en asteroid i huvudbältet som upptäcktes 28 juni 1990 av den amerikanske astronomen Eleanor F. Helin vid Palomar-observatoriet. Den är uppkallad efter den amerikanska ingenjören Robert J. Parks.